# Воронцовская (станица)
Воронцовская — станица в Динском районе Краснодарского края России.
Входит в состав Нововеличковского сельского поселения.
Население — 1162 чел. (2010).

## География
Расположена в степной зоне кубанского правобережья, в 9 км юго-западнее центра сельского поселения — станицы Нововеличковской, в 25 км северо-западнее Краснодара.
Уличная сеть
| - пер. Вольный, - пер. Горького, - пер. Космонавтов, - пер. Ровный, - ул. Горького, - ул. Колхозная, - ул. Космонавтов, | - ул. Крайняя, - ул. Красная, - ул. Краснодарская, - ул. Крупской, - ул. Ленина, - ул. Новая, | - ул. Прямая, - ул. Пушкина, - ул. Ровная, - ул. Социалистическая, - ул. Трудовая, - ул. Угольная. |

## История
Посёлок (позже хутор) Марьянский был основан в 1870 году на дополнительном наделе станицы Марьянской.
Был переименован  в Воронцовский в честь И.И. Воронцова-Дашкова.
Преобразован в станицу в 1915 году.

## Население
| 2002 | 2010  |
| ---- | ----- |
| 1216 | ↘1162 |